# Edelweiss (Rebsorte)
Edelweiss ist eine frühreife Weißweinsorte und wurde 1968 von Elmer Swenson gezüchtet – im selben Jahr wie Swenson Red. Sie gilt als besonders krankheitsresistent und frosthart und ist so auch im Mittleren Westen sowie in Kanada kultivierbar. Sie wird als Kelter- und Tafeltraube verwendet.
Seit etwa zehn Jahren war Swenson als Gärtner in den Versuchsanlagen der University of Minnesota angestellt und entwickelte dort eine besondere Leidenschaft für Experimente mit Trauben, die weder besonders beachtet noch finanziell gefördert, aber im Rahmen seiner Tätigkeit auch nicht unterbunden wurde. Bemerkenswerterweise hat Swenson in seinem Leben nie Wein selbst hergestellt und auch nur selten Wein getrunken; sein Augenmerk galt an sich den Tafeltrauben.
Insbesondere mit der Rebsorte Minnesota 78 führte er mehrere Experimente durch, die er anschließend auf seiner eigenen Farm weiterführte. Kreuzungspartner für Edelweiss war Ontario. Das Ergebnis war ein fruchtbetonter Riesling-ähnlicher Wein von mittlerer Lagerfähigkeit und extremer Frostsicherheit bis minus 35 °C. Der Züchter Pat Pierquet sagte zu dieser Züchtung, sie werde eines Tages die Erinnerung an Swenson wachhalten und der Weinindustrie gedeihliche Ernteergebnisse sichern. Bei einer internationalen Weinverkostung errang ein Weinbaubetrieb aus Nebraska für einen edelsüßen Wein eine Goldmedaille, was zeigt, welche Vielfalt diese Rebsorte in der Weinbereitung bietet.
Edelweiss ist Ahn der Neuzüchtung Sogn Blanc.